# Малнаш
Малнаш (рум. Malnaș) — село у повіті Ковасна в Румунії. Адміністративний центр комуни Малнаш.
Село розташоване на відстані 175 км на північ від Бухареста, 16 км на північ від Сфинту-Георге, 43 км на північний схід від Брашова.

## Населення
За даними перепису населення 2002 року у селі проживали 550 осіб.
Національний склад населення села:
| Національність | Кількість осіб | Відсоток |
| -------------- | -------------- | -------- |
| угорці         | 528            | 96,0%    |
| румуни         | 17             | 3,1%     |

Рідною мовою назвали:
| Мова      | Кількість осіб | Відсоток |
| --------- | -------------- | -------- |
| угорська  | 533            | 96,9%    |
| румунська | 17             | 3,1%     |